# Jabaquara (bairro de Santos)
Jabaquara é um bairro do município de Santos, no estado de São Paulo, no Brasil.

## História
No século XIX, a área era conhecida como Sítio Jabaquara e abrigava um grande número de negros em busca de melhores condições de vida. Eles desciam a Serra do Mar a pé para ficar no maior quilombo brasileiro conhecido, o do abolicionista Quintino de Lacerda.Segundo Marco Antônio Vila, historiador , os escravos chegavam em Santos pela ferrovia do interior. Os escravos fugitivos eram ajudados pelos abolicionistas para isso.
Hoje, constitui-se de um bairro predominantemente residencial, mas abriga um dos maiores e mais antigos hospitais do país, a Santa Casa da Misericórdia de Santos, além de abrigar o Centro de Treinamento do Santos Futebol Clube e o estádio Ulrico Mursa, da Portuguesa Santista. O bairro já abrigou o Jabaquara Atlético Clube, que levou o nome do bairro em consequência de sua origem, embora a sede deste se situe hoje no bairro da Caneleira.

## Topônimo
O nome do bairro vem do tupi e significa "toca da fuga", através da junção dos termos îababa (fuga) e kûara (toca).